# چوی کوان
چوی کوان (کره‌ای: 최권) بازیگر اهل کره جنوبی است. او به خاطر ایفای نقش در بر فراز رنگین‌کمان (۲۰۰۶) و پادشاه دو دل (۲۰۱۲) شناخته می‌شود.

## فیلم‌شناسی

### فیلم
| سال  | عنوان                    | نقش                     |
| ---- | ------------------------ | ----------------------- |
| ۲۰۰۳ | تیوب                     | نگهبان بازار            |
| ۲۰۰۶ | بابای مقدس               | کیم کیونگ سو            |
| ۲۰۰۷ | پیشاهنگ                  | سال پایینی مدرسه        |
| ۲۰۰۹ | لاک پشت آبی دونده        | پیو جه سوک              |
| ۲۰۱۰ | فاکسی فستیوال            | این سو                  |
| ۲۰۱۳ | Rockin' on Heaven's Door | گوانگ سام               |
| ۲۰۱۴ | قاتل                     | یونگ مان (حضور افتخاری) |

### مجموعه تلویزیونی
| سال  | عنوان             | نقش                           |
| ---- | ----------------- | ----------------------------- |
| ۲۰۰۵ | عشقی برای کشتن    |                               |
| ۲۰۰۶ | بر فراز رنگین‌کمان | چوی کیو هو («کینگ مارت»)      |
| ۲۰۰۷ | داستان پری دریایی | کارآگاه لی                    |
| ۲۰۰۷ | لبخند کیمچی پنیر  | چوی کوان                      |
| ۲۰۰۹ | لبخند تو          | پارک کیونگ سو                 |
| ۲۰۱۲ | آیس آدونیس        | مین کیونگ جو                  |
| ۲۰۱۲ | پادشاه دو دل      | کوان یونگ به                  |
| ۲۰۱۲ | زندگی خوش‌طعم      | به سام بونگ                   |
| ۲۰۱۳ | شهر بی‌رحم         | کارآگاه شین                   |
| ۲۰۱۵ | تهیه‌کنندگان       | منیجر کیم                     |
| ۲۰۱۶ | افسانه دریای آبی  | جوانی منیجر نام / دوست جون جه |
| ۲۰۱۷ | بهترین ضربه       | پلیس (حضور افتخاری، قسمت ۲)   |

## تئاتر
| سال | عنوان               | نقش  |
| --- | ------------------- | ---- |
|     | پزشک نازنین         |      |
|     | قتل شش دقیقه‌ای      |      |
|     | عیسی مسیح سوپراستار | عیسی |